# Santa Rosa (Asunción)
Santa Rosa de Lima es un populoso barrio de la ciudad de Asunción, capital de la República del Paraguay.

## Historia
El barrio Santa Rosa nació alrededor de los años 35 y 36, sus primeros habitantes fueros ex - combatientes de la Guerra del Chaco. Otros pobladores de la época se dedicaban a la fabricación de velas que eran vendidas en la Iglesia y en el Cementerio de la Recoleta.

## Características
El sector del barrio Santa Rosa posee un ligero desnivel desde la avenida Santísimo Sacramento hacia el arroyo Mburicao. No existe otro accidente topográfico significativo en la zona. En cuanto al uso del suelo, predomina el habitacional.

## Límites
El barrio Santa Rosa tiene como limitantes a las avenidas Primer Presidente, General Artigas y la Calle Cañadón Chaqueño y Dolores Vera,
- Al noroeste limita con el Bañado Cará Cará.
- Al sudeste limita con el barrio Santísima Trinidad.
- Al este limita con el barrio Botánico.
- Al sudoeste limita con el barrio Virgen de Fátima.
- Al sur limita con el Virgen de la Asunción.

## Superficie
El barrio Santa Rosa tiene una superficie es de 0.43 km².

## Vías y Medios de Comunicación
Las principales vías de comunicación del barrio Santa Rosa están constituidas por las Avenidas General Artigas, Primer Presidente, y la calle Comandante Pedro Pablo Caballero ("Acceso Costanera Norte"), todas asfaltadas. 
Operan siete canales de televisión abierta y varias empresas que emiten señal por cable. Se conectan con veinte emisoras de radio que transmiten en frecuencias AM y FM. 
Cuenta con los servicios telefónicos de Copaco y los de telefonía celular, además cuenta con varios otros medios de comunicación y a todos los lugares llegan los diarios capitalinos.

## Transporte
Los medios de transporte que circulan por el barrio Santa Rosa son la línea 1, la línea 2 y 7, la línea 5 ('La Chaqueña'), la línea 6 y la línea 13, la línea 13.2. la línea 24, la línea 36, la línea 46 ('Villa Hayes'), la línea 47, la línea 48, la línea 55 ('El Inter') y la línea 101.

## Geografía
El barrio Santa Rosa está situado en la ciudad de Asunción, capital del Paraguay, en el Departamento Central de la Región Oriental, dentro de la bahía del Río Paraguay, ciudad cosmopolita, donde confluyen personas de distintas regiones del país y extranjeros que la habitan, ya arraigados en ella.

## Clima
El barrio Santa Rosa presenta un clima subtropical, la temperatura media es de 28 °C en el verano y 17 °C en el invierno. Vientos predominantes del norte y sur. El promedio anual de precipitaciones es de 1700 mm.

## Población
El barrio Santa Rosa tiene una población total de 1.950 habitantes aproximadamente de los cuales el 54% son mujeres y 46% son hombres. La densidad poblacional es de 4.458 hab/km².

## Demografía
Dentro del barrio Santa Rosa se encuentran asentadas 456 viviendas aproximadamente, de tipo estándar en la mayoría de los casas en buen estado de conservación, existen un porcentaje mínimo de tipo precario. 
El porcentaje de cobertura de servicios es el siguiente:
- El 95 % de las viviendas poseen energía eléctrica.
- El 90 % de las viviendas poseen agua corriente.
- El 70 % de las viviendas poseen el servicio de recolección de basura.
- El 40 % de las viviendas poseen red telefónica.

En materia sanitaria el barrio cuenta con servicios de internación y consultas de todas las especialidades médicas.
En cuanto a la educación el barrio cuenta con cuatro centros educativos, tres privados y uno público de enseñanza primaria, secundaria y para niños especiales.
El estrato social predominante del barrio Santa Rosa es el medio los habitantes son empleados, trabajadores independientes y pequeños comerciantes. También se encuentran médicos, odontólogos y docentes.

## Principales problemas del barrio
- Inundaciones ocasionales provocadas por el desborde del arroyo Mburicao los días de grandes lluvias.
- Desempleo y migraciones temporales.
- Falta de espacios verdes.
- Perjuicios a las viviendas de los sectores bajos en los días de lluvias, debido al desnivel del terreno.
- Falta de documentación de los terrenos de los pobladores de zonas inundados
- Falta de tratamiento de desecho y de un sistema cloacal adecuados.

## Instituciones y Organizaciones existentes
Comisiones vecinales
Las comisiones vecinales colaboran con la Intendencia Municipal en la realización de obras de interés comunitario y en la prestación de servicios básicos.
- Existe una comisión vecinal Dominga Giménez de Benítez, cuyo objetivo es el mejoramiento urbanístico en un sector del barrio, ya que el agua de las lluvias conjuntamente con las del arroyo produce, constantemente erosiones y levantamiento de las calles empedradas.

## Instituciones No Gubernamentales
Religiosa Católica
- Virgen del Pilar  Centro de Educación Aula Viva.

Entidad Social

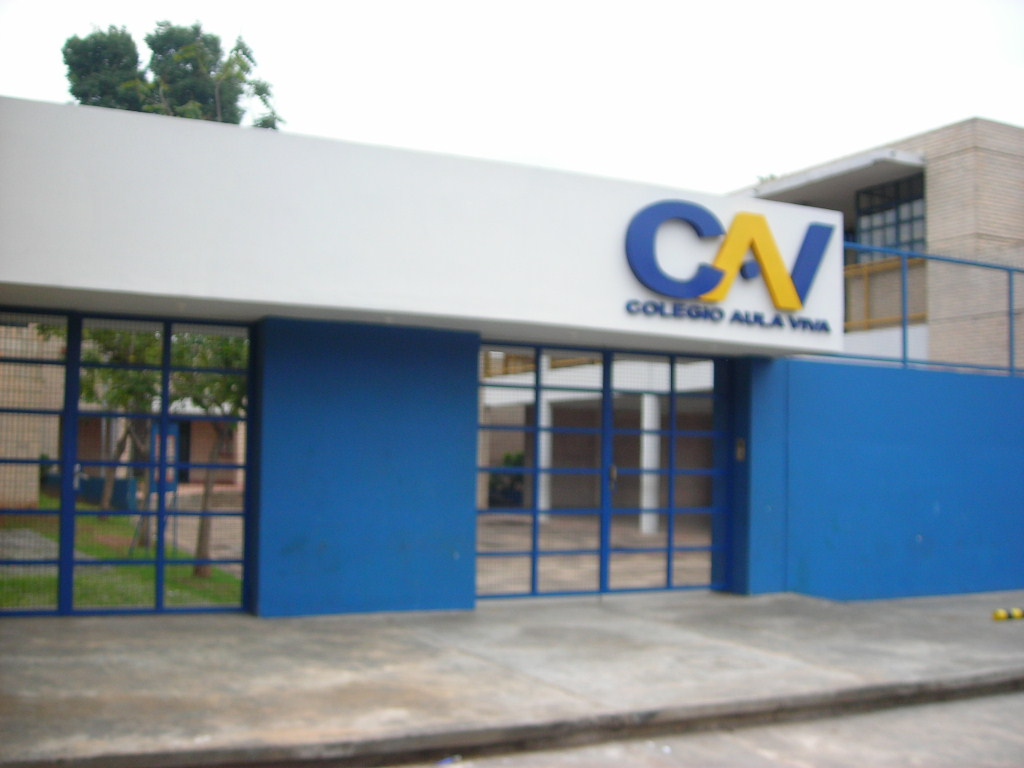
Centro de Educación Aula Viva.

- Sede social de la Unión Hebraica del Paraguay

Educativas
- Colegio Alemán Concordia
- Academia Cristiana de Asunción
- Centro de Educación Aula Viva

## Instituciones Gubernamentales
Educativa

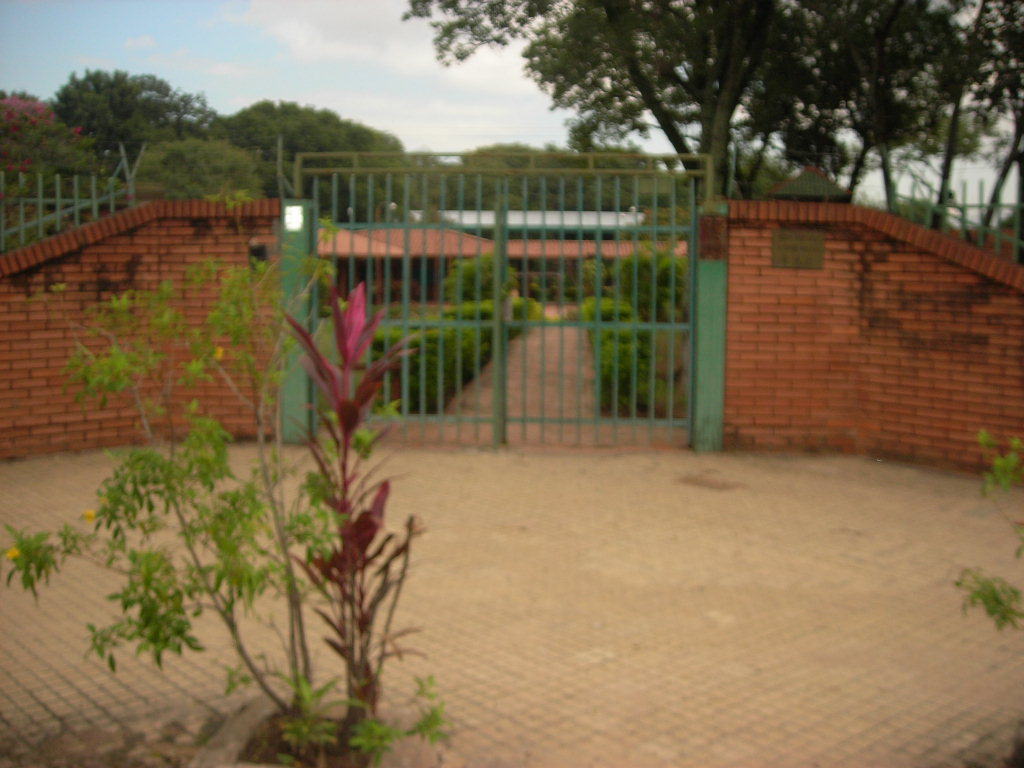
DENIDE.

- DENIDE, institución benéfica para niños deficientes.